# Parsuna
Parsuna (russisch парсуна, abgeleitet von lateinisch persona) sind eine Form der Porträtmalerei im Zarentum Russland und in der Frühphase des Russischen Kaiserreiches. Ihr Stil ist von der Ikonenmalerei abgeleitet und stellt einen Zwischenschritt zu realistischeren Porträts dar.

## Begriffsbildung
Das Wort Parsuna wurde im 17. Jahrhundert ursprünglich als Synonym für weltliche Porträts, unabhängig von Stil, Bildtechnik, Ort und Zeit der Herstellung verwendet. Im Jahr 1851 erschien ein von Iwan Snegirjow herausgegebener, reich illustrierter Katalog der Antiquitäten des Russischen Kaiserreiches. In der Sektion IV dieser Publikation verfasste Snegirjow ein Kapitel, das erstmals eine Zusammenstellung von Materialien zur Geschichte des russischen Porträts enthielt und in dem der spezifische Begriff Parsuna erstmals in einem wissenschaftlichen Zusammenhang verwendet wurde. Später wurde Parsuna ausschließlich für frühe russische Bildnisse verwendet.

## Charakteristik
Wie eine Ikone wurde das Parsuna auf ein Holzbrett gemalt. Im Gegensatz zur Ikone war auf dem Parsuna ein natürlicher Mensch abgebildet. Die Figur wurde zunächst starr nach Linienperspektive gemalt. Parsuna kamen im 16. Jahrhundert auf, als die traditionelle russische Ikonenmalerei im Niedergang begriffen war. Im 17. Jahrhundert wurde zunehmend statt des Holzbretts Leinwand als Malgrund verwendet.
Russische Parsuna stehen den Werken der ukrainischen, belarussischen, polnischen und litauischen Porträtmalerei des 15. bis 18. Jahrhunderts nahe, die oft auch als Parsuna bezeichnet werden. Im Verlauf des 18. Jahrhunderts wurde von den russischen Malern, auch aufgrund der Förderung durch Zar Peter den Großen, der westeuropäische Stil der Porträtmalerei übernommen und die Parsuna verschwanden ihrerseits.
Berühmte Parsuna entstanden von Iwan dem Schrecklichen (Ende des 16. Jahrhunderts), seinem Sohn Fjodor I. (Ende des 16. Jahrhunderts) und von Fürst Michail Skopin-Schuiski (17. Jahrhundert). Durch die Abbildung eines Menschen durch ein Parsuna wurde die soziale Stellung der Person unterstrichen, weswegen diese Daten häufig auf den Bildern mit aufgeführt sind. Im Gegensatz zu westlichen Porträts wurden Parsuna häufig von Leibeigenen hergestellt.

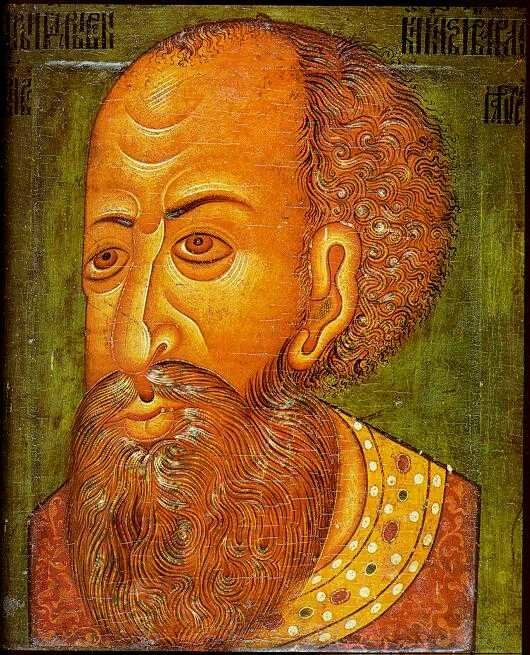
Iwan IV. (der Schreckliche)
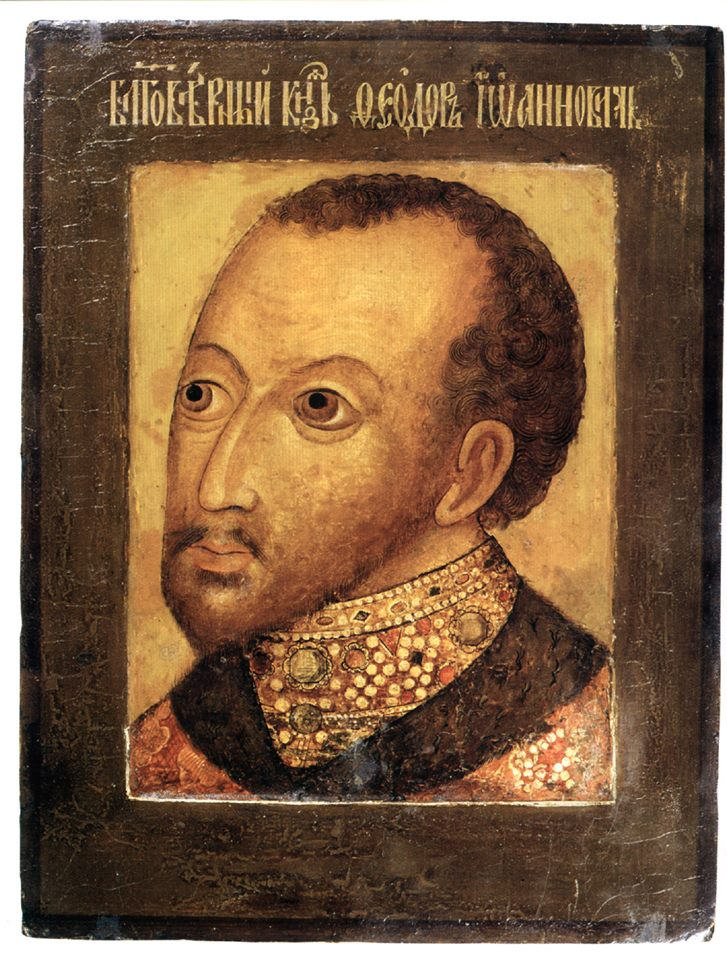
Fjodor I.
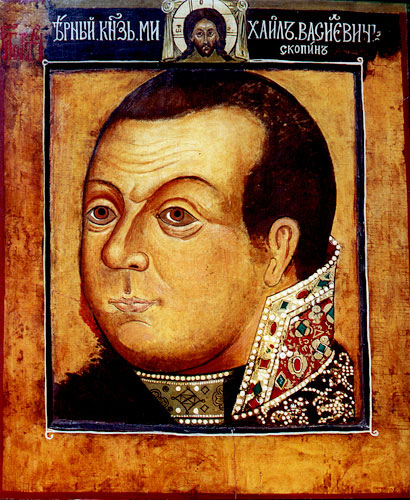
Fürst Michail Skopin-Schuiski
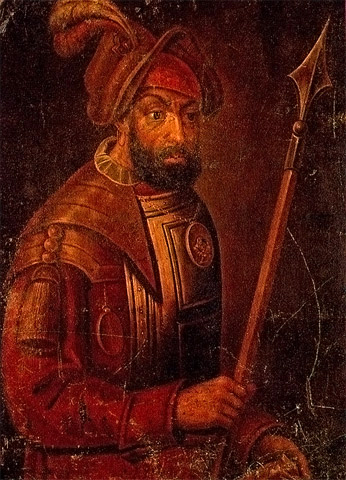
Jermak Timofejewitsch
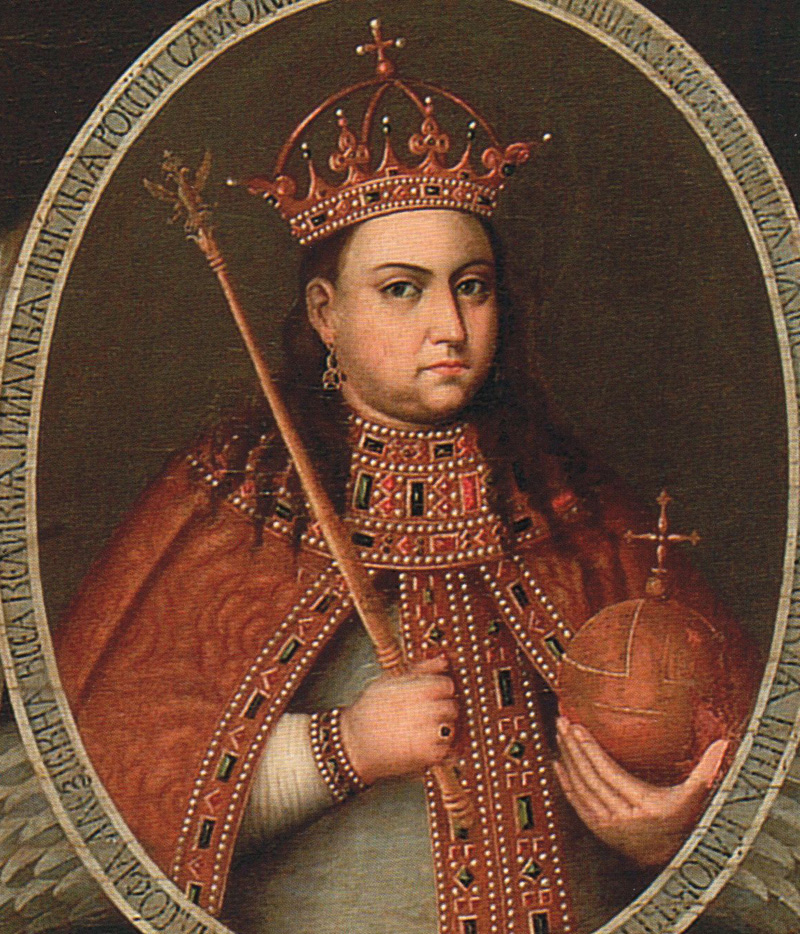
Regentin Sofia Alexejewna
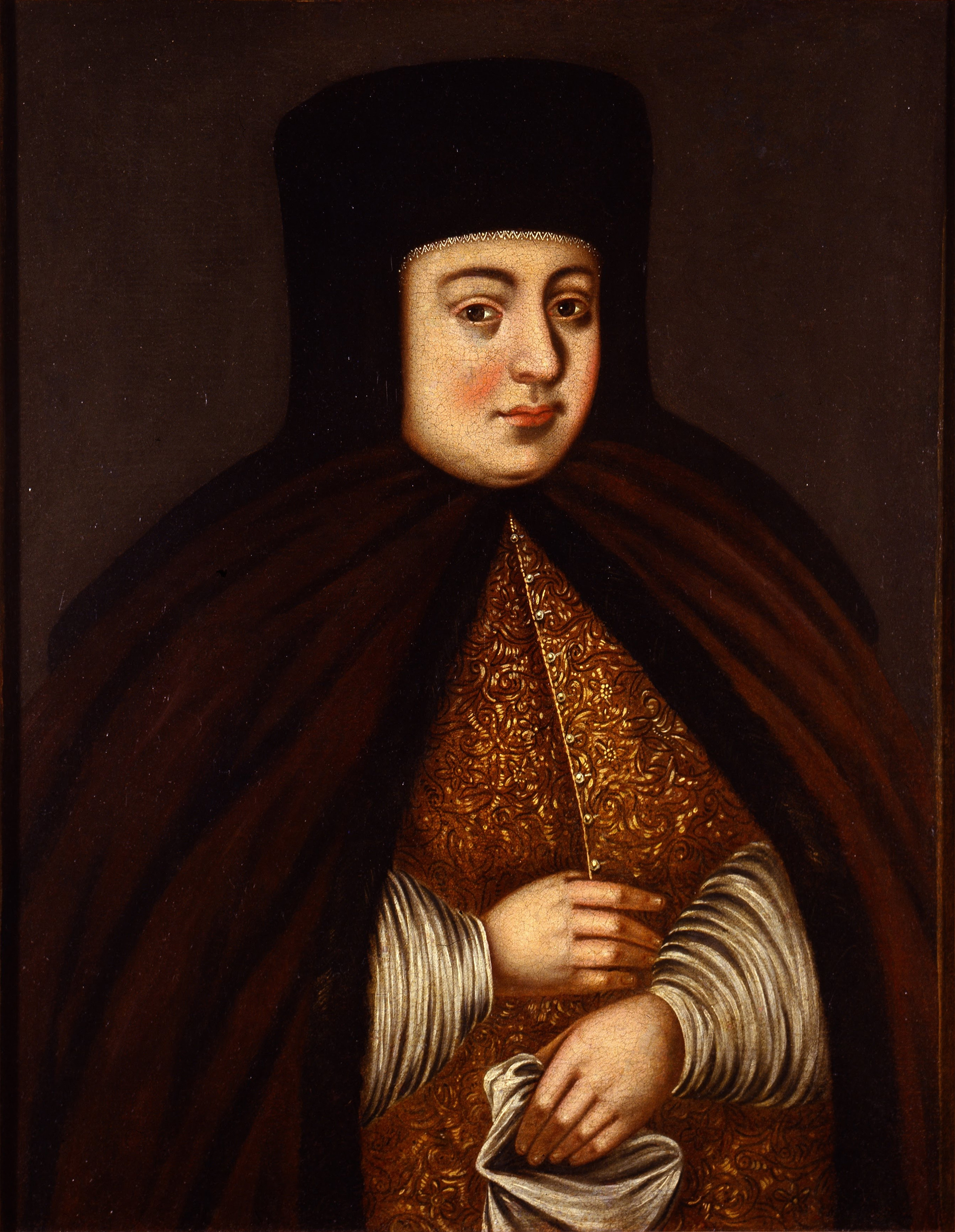
Zarin Natalja Kirillowna Naryschkina
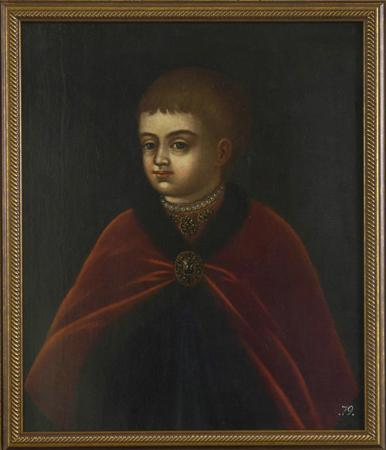
Parsuna des jungen Peter I.